# 한화인더스트리얼솔루션즈
한화인더스트리얼솔루션즈(영어: Hanwha Industrial Solutions)는 대한민국의 지주회사이다. 한화비전과 한화정밀기계를 자회사로 두고 있다. 2024년 9월 재상장했다.

## 역사
2024년 4월 한화에어로스페이스는 산업 솔루션 부문을 담당하는 신설 법인을 설립하였다. 한화비전과 한화정밀기계를 100% 자회사로 두는 지주회사 형식이다. 분할 기일은 9월 1일이다. 같은 달 26일 한화갤러리아와 한화호텔앤드리조트, 한화로보틱스의 부사장을 맡은 김동선이 미래비전총괄로 합류하고, 27일 한화인더스트리얼솔루션즈는 유가증권시장에 재상장했다. 또한, 2025년 1월 1일 한화비전과 합병하였다.